# Nachbarn sind zum Ärgern da
Nachbarn sind zum Ärgern da ist eine deutsche Filmkomödie von Peter Weck aus dem Jahr 1970, deren Hauptrollen mit Uschi Glas, Georg Thomalla und Fritz Wepper sowie Hans Korte und Eddi Arent besetzt sind.

## Handlung
Otto Sauser hat sich ein Reihenhaus in der Wohnlaubensiedlung gekauft und vermietet es nun an drei weitere Familien. Frau Stenhoff mit ihren kleinen Kindern Stefan und Bübchen sowie dem fast erwachsenen Frauenschwarm Jürgen bezieht Haus Nummer 1, Amtsrat Springbock mit Frau wohnt in Nummer 2, Otto Sauser selbst lebt allein in Nummer 3 und Fleischerei-Innungsmeister Hirnbiss mit Frau und jugendlicher Tochter Sieglinde-Dorothee wohnt in Nummer 4.
Zwischen den Mietparteien kommt es bald zu großem Zank. Stefan und Bübchen spielen gerne Streiche, sorgen für Wanddurchbrüche zum Nachbarhaus und einen Wasserrohrbruch, in dessen Folge bald die gesamte Straße unter Wasser steht. Zur Freude von Sieglinde-Dorothee erscheint jedoch bald Installateur Hans Wurst und repariert nicht nur die Leitungen der Familien Hirnbiss und Springbock, sondern verliebt sich auch in Sieglinde-Dorothee.
Auf Bübchens Bitten hin kauft sich Otto Sauser ein Kaninchenpaar. Bald jedoch haben die Kaninchen Junge und Bübchen bringt immer neue Tiere zu Otto, dessen Haus nun einem Zoo gleicht. Neben mehreren Vögeln, einer Schildkröte, Meerschweinchen, Hasen und Mäusen sorgen vor allem zwei Tiere für besonderen Ärger unter den Nachbarn: Ottos Hähne wecken früh die Anwohner, und der neue Hund, den Bübchen organisiert hat, wird von Otto Max genannt. Immer wenn Otto nun den Hund ruft, fühlt sich Herr Hirnbiss angesprochen. Schließlich kommt es zum Prozess der Mietparteien Hirnbiss und Springbock gegen Otto Sauser. Den Wunsch der Mieter, dass Otto seine Tiere abschafft, erfüllt der Richter jedoch nicht und lehnt den Fall wegen Geringfügigkeit ab.
Familie Stenhoff hat unterdessen andere Probleme. Vor allem Jürgens ständig wechselnde Liebschaften sorgen für Verdruss. Stefan wiederum hat schulische Probleme und erhält eine Nachhilfelehrerin. Die junge Studentin Gaby bringt Stefan nicht nur dazu, in der Schule besser zu werden, sondern auch, sich vor lauter Verliebtheit vorbildlich zu kleiden und erstmals Haarwasser und Parfüm zu benutzen. Gaby jedoch hat mehr Interesse am gleichaltrigen Jürgen. Als er krank ist und sich sämtliche Liebschaften mitleidend an seinem Krankenbett einfinden, gibt sie vor, dass er die Hongkong-Grippe hat. Die jungen Frauen fliehen und Jürgen ist bald von seinem oberflächlichen Verhalten kuriert. Er und Gaby werden ein Paar.
Unter den Nachbarn herrscht ein ständiger Kleinkrieg, wer was am besten, schnellsten oder größten kann oder hat. Neben einem Wettstreit um den größten Rasenmäher, den die Familie Hirnbiss für sich entscheiden kann, kommt es auch bei der Urlaubsplanung zu Konkurrenzdenken. Die Familien Springbock und Hirnbiss geben vor, exotische Ziele für ihren Urlaub gewählt zu haben. In Wirklichkeit haben sie beide bei Otto einen preiswerten Campingurlaub gebucht. Auf dem Campingplatz treffen beide Familien aufeinander und sehen auch Mutter Stenhoff mit Stefan wieder, die regelmäßig Campingurlaub machen. Als sie sich freuen, dass wenigstens Otto mit seinen Tieren nicht anwesend ist, erscheint plötzlich ein Tiertransporter. Otto und Bübchen steigen aus und verkünden, dass im Wagen ein achtjähriger Berberlöwe sei, Bübchen neustes Haustier. Die Nachbarn reagieren entsetzt. Durch einen Tipp Stefans sind Jürgen und Gaby zu Hause geblieben. Die Straße ist menschenleer. Beide sonnen sich in Ruhe auf dem Rasen und überlegen, auf welchem der vier Grundstücke sie ihre nächsten Tage verbringen werden.

## Produktion

### Produktionsnotizen
Nachbarn sind zum Ärgern da beruht auf einer Idee von Fritz Werner. Die Kostüme schufen Barbara Langbein und Lilo Nöbauer. Die Filmbauten stammen von Max Mellin. Die Regieassistenz übernahm Eberhard Schröder. Als Produktionsleiter fungierte Heinz Pollak, als Herstellungsleiter Walter Traut.
Mit diesem Film endete nach einem halben Jahrhundert Hubert von Meyerincks Kinofilmtätigkeit. Änderungen seiner Dialoge und der Tod von Meyerinck erzwangen eine vollständige Nachsynchronisierung durch seinen Kollegen Paul Bürks.

### Veröffentlichung
Nachbarn sind zum Ärgern da erlebte am 30. Dezember 1970 seine Kinopremiere. Am 18. September 2015 gab Alive den Film innerhalb der Reihe „Juwelen der Filmgeschichte“ auf DVD heraus.

## Kritik
Der film-dienst nannte Nachbarn sind zum Ärgern da ein „deutsches ‚Lustspiel‘, an dem einzig und allein die Meinung der Hersteller über Komik komisch ist.“
Für Cinema war der Film „superpeinlich“.